# Микаэла фон Габсбург
Микаэла фон Габсбург (англ. Michaela von Habsburg; род. 13 сентября 1954, Вюрцбург, Германия) — австрийская эрцгерцогиня и представительница Габсбург-Лотарингского дома. Официально её имя Микаэла Австрийская.

## Биография
Микаэла родилась 13 сентября 1954 года. Её родителями были последний кронпринц Австро-Венгрии, Отто фон Габсбург (1912—2011) и принцесса Регина Саксен-Мейнингенская (1925—2010). У неё есть сестра-близнец Моника (род. 1954). Всего в семье родилось семь детей. После смерти отца Отто, императора Карла I (1887—1922), он стал главой Габсбург-Лотарингского дома.
Микаэла рано ушла из дома и переехала в Нью-Йорк. В конце 1970-х, она работала фотографом-фрилансером, в Токио. Затем переехала в США. Позже стала историком и исследовательницей собственной династии.
В 1978 году с Микаэлой произошёл небольшой дипломатический инцидент. На приеме в Австрийском посольстве в Токио, она поставила в гостевую книгу подпись «Михаэла фон Габсбург». Хотя дворянские титулы в Австрии были отменены после окончания Первой мировой войны, сотрудники посольства вырвали лист. Затем гостей попросили повторно поставить свою подпись. На этот раз Микаэла, расписалась как «Микаэла Габсбург».
Михаэла работала в сфере моды, впоследствии создала ювелирную коллекцию Princess Michaela.
В 2011 году, вместе с братьями и сестрами присутствовала на похоронах отца.

## Браки и дети
В возрасте 29 лет, вышла замуж за Эрика Альбу Теран д'Антена (1920—2004), которому на тот момент было 63 года. Свадьба состоялась 14 января 1984 года в городке Антон, в Панаме. У них родилось трое детей:
- Марк Хуан Теран д'Антен (род. 7 мая 1984), в 2012 году женился на Трише Джонстон (род. 1985).
- Карла Теран д'Антен (род. 17 августа 1987), не замужем. Имеет внебрачную дочь от Эдуарда Тарре Мартина.[7]
- Джастин Кристофер Теран д'Антен (род. 4 марта 1989), в 2019 году женился на Ирене Саландер (род. 1991). Супруги имеют 1 ребёнка.

В 1993 или 1994 году, Микаэла и Эрик развелись. 22 октября 1994 года, Микаэла вышла замуж за графа Хубертуса фон Кагенека (род. 1940), старшего сына Франца Иосифа фон Кагенека (1915—1941) и его супруги Елизаветы Баварской (1913—2005). Свадьба состоялась во Флориде. Супруги не имели детей и развелись в 1998 году.